# Rachael Horovitz
Rachael Horovitz (* 1961) ist eine US-amerikanische Filmproduzentin.

## Leben
Horovitz schloss ihr Studium an der University of North Carolina at Chapel Hill ab.
Sie ist die Tochter des Drehbuchautors Israel Horovitz und Doris Keefe und somit die Schwester des Gitarristen der Beastie Boys, Adam „Ad-Rock“ Horovitz, und des ebenfalls als Produzent tätigen Matthew Horovitz. Vom 22. November 1997 bis 1998 war sie mit Mark Wallace verheiratet, die Ehe wurde nach einem Jahr geschieden. In diesem knapp einjährigen Zeitraum war sie die Schwägerin von Ione Skye, mittlerweile ist Horovitz mit Kathleen Hanna verschwägert. Momentan lebt sie in New York City.
Ihren bisher größten Erfolg feierte Horovitz im Jahr 2012 mit dem Brad-Pitt-Film Die Kunst zu gewinnen – Moneyball, für den sie für einige Filmpreise, darunter auch für einen Oscar, nominiert wurde.

## Filmografie (Auswahl)
- 1991: No Telling
- 1998: Next Stop Wonderland (Co-Produzentin)
- 2000: State and Main (Co-Produzentin)
- 2002: Separation Anxiety (Co-Produzentin)
- 2002: About Schmidt (ausführende Produzentin)
- 2004: Final Cut: The Making and Unmaking of Heaven’s Gate (Dokumentation)
- 2004: Die Ex-Freundinnen meines Freundes (Little Black Book, ausführende Produzentin)
- 2004: Samantha: An American Girl Holiday (Fernsehfilm, ausführende Produzentin)
- 2009: Die exzentrischen Cousinen der First Lady (Fernsehfilm, ausführende Produzentin)
- 2011: Die Kunst zu gewinnen – Moneyball (Moneyball)
- 2014: My Old Lady

## Auszeichnungen
- 2009: Primetime Emmy Award: Nominierung in der Kategorie Bester Fernsehfilm für Die exzentrischen Cousinen der First Lady
- 2012: AFI Award: Auszeichnung in der Kategorie Film des Jahres für Die Kunst zu gewinnen – Moneyball
- 2012: Australian Film Institute Award: Nominierung in der Kategorie Bester Film für Die Kunst zu gewinnen – Moneyball
- 2012: Oscar: Nominierung in der Kategorie Bester Film für Die Kunst zu gewinnen – Moneyball